# Andrei Nikolajewitsch Serdjukow

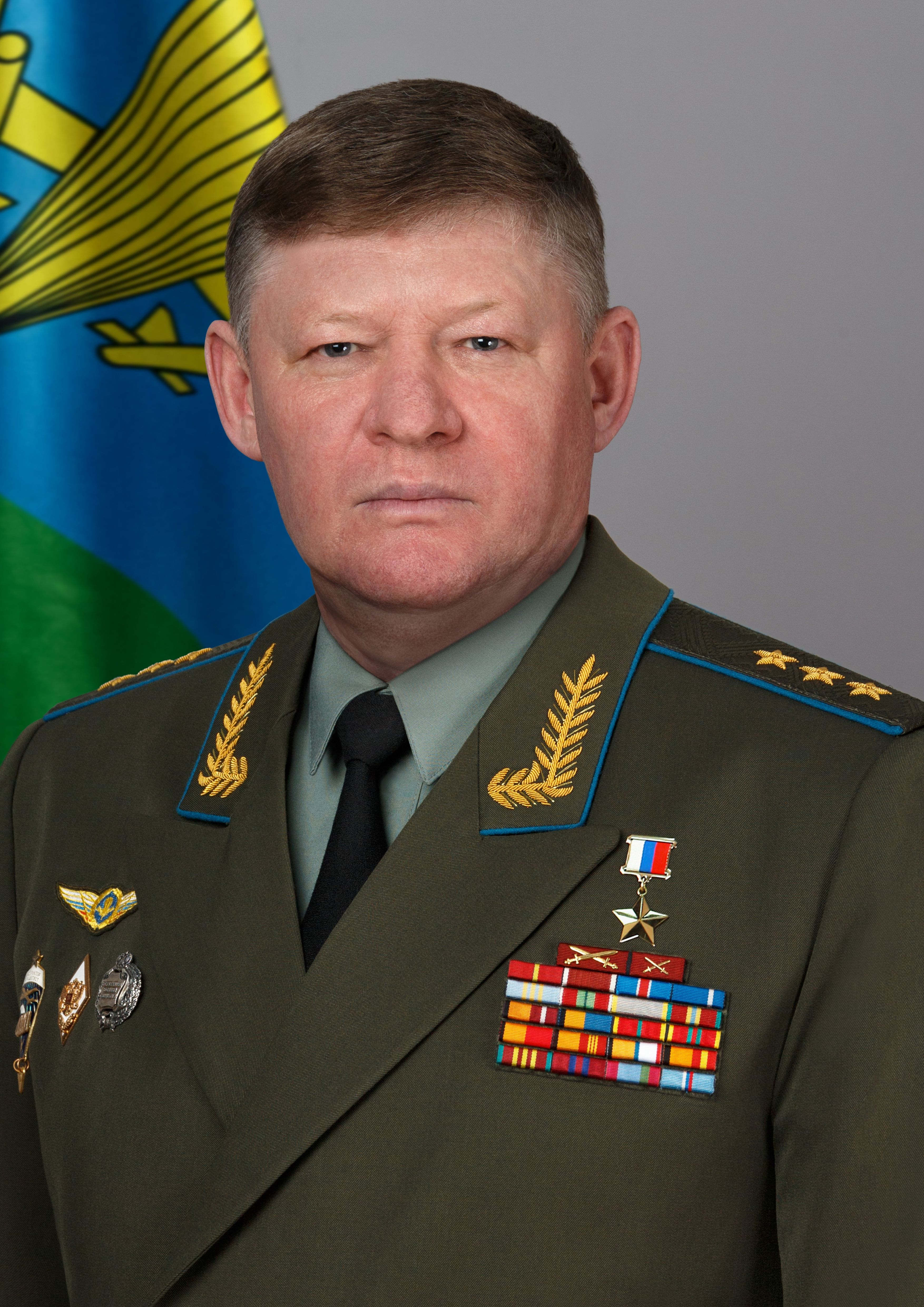
Andrei Serdjukow

Andrei Nikolajewitsch Serdjukow (russisch Андрей Николаевич Сердюков; * 4. März 1962 in der Ortschaft Uglegorski, Oblast Rostow, Russische Sozialistische Föderative Sowjetrepublik, UdSSR) ist ein Generaloberst der russischen Streitkräfte und ehemaliger Oberbefehlshaber der russischen Luftlandetruppen. Aufgrund seiner Beteiligung am russischen Krieg im Osten der Ukraine befindet sich Serdjukow seit Mai 2017 auf der Sanktionsliste der ukrainischen Regierung.

## Leben
Serdjukow absolvierte 1983 die Luftlandeschule in Rjasan. Nach dem Abschluss wurde er per Erlass zum Kommandanten des im aserbaidschanischen Gəncə (damals Kirowabad) stationierten Aufklärungsregiments, das der 104. sowjetischen Luftlandedivision unterstellt war, ernannt. Mit der Zeit stieg er vom stellvertretenden Kompaniechef zum Bataillonskommandeur auf.
1993 erwarb Serdjukow eine weitere militärische Ausbildung von der Frunse-Militärakademie. Anschließend wurde er stellvertretender Kommandant eines der 76. Garde-Luftlandedivision zugeordneten Regiments. Zwischen 1994 und 1996 nahm er am Ersten Tschetschenienkrieg teil.
1995 übernahm Serdjukow im Alter von 33 Jahren die Führung des 237. Garde-Luftlanderegiments. In den folgenden zwei Jahren avancierte er vom einfachen Stabschef zum Befehlshaber der 104. Luftlandedivision. Während des Kosovokrieges war er stellvertretender Brigadekommandeur der russischen Einheiten.
Von 2002 bis 2011 befehligte Serdjukow die 138. Garde-Motorisierte Schützenbrigade, 106. Garde-Luftlandebrigade und die 5. Kombinierte Waffenarmee. 2009 schloss er die Militärakademie des Generalstabes der Streitkräfte der Russischen Föderation in Moskau ab. Im Oktober 2013 rückte Serdjukow zum Stabschef und ersten stellvertretenden Kommandeur des Südlichen Militärbezirks auf.
Im März 2014 führte Serdjukow die russischen Truppen, die die ukrainische Halbinsel Krim besetzten. Zudem stand er unter dem Decknamen „Sedow“ an der Spitze der russischen Einheiten während des russischen Kriegs in der Ostenukraine im Donbass im August 2015. Im Oktober 2016 wurde Serdjukow per Erlass des russischen Präsidenten im Rang eines Generalobersts zum Oberbefehlshaber der russischen Luftlandetruppen befördert, jedoch im Juni 2022 aufgrund ausbleibender Erfolge beim russischen Überfall auf die Ukraine wieder seines Amtes enthoben.
Im September 2017 kam es in der Oblast Murmansk im Norden Russlands zu einem Autounfall mit Beteiligung von Serdjukow. Auf einer Fernstraße kollidierte sein Auto mit einem entgegenkommenden Fahrzeug und überschlug sich mehrmals. Er kam mit leichten Verletzungen davon.
Bei den Protesten in Kasachstan 2022 wurde Serdjukow als Kommandeur des OVKS-Einsatzkontingents benannt.